# Thea Minyan Bjørseth
Thea Minyan Bjørseth (* 30. Oktober 2003) ist eine norwegische Skispringerin, die als Jugendliche auch als Nordische Kombiniererin aktiv war.

## Werdegang

### Nordische Kombiniererin
Bjørseth, die für den Lensbygda Sportsklubb startet, gab ihr internationales Debüt am 9. Februar 2016 in Trondheim im Rahmen des Youth Cup, wo sie beim Wettkampf in der Gundersen-Methode den zweiten Platz hinter Gyda Westvold Hansen belegte. In den folgenden Jahren trat sie regelmäßig im Youth Cup an und belegte dabei konstant Top-10-Platzierungen.
Im Januar 2019 nahm Bjørseth an der ersten Austragung eines Juniorinnen-Wettkampfes bei den Nordischen Junioren-Skiweltmeisterschaften 2019 in Lahti teil und belegte Rang 17. Wenige Tage später gewann sie ihren ersten Wettbewerb im Youth Cup, dessen Gesamtwertung sie auf dem zweiten Platz hinter der Deutschen Emily Schneider abschloss. Ende Februar gab sie in Rena ihr Debüt im Continental Cup der Nordischen Kombination, wo sie mit dem Erreichen des dreizehnten und zehnten Ranges direkt ihre ersten Punkte gewinnen konnte. In der Saison 2019/20 gehörte sie dem norwegischen Entwicklungskader in der Nordischen Kombination an, aus dem im folgenden Jahr der erste Weltcup-Kader formiert werden sollte. Am 25. August 2019 ging Bjørseth in Oberwiesenthal erstmals im Grand Prix an den Start. Zwar war sie die fünftbeste Springerin unter den Teilnehmerinnen, belegte aufgrund von verglichen schwachen Laufzeiten allerdings nur den zwölften Platz in der Gesamtwertung. Auch beim erstmals ausgetragenen Juniorinnenwettkampf bei den Olympischen Jugend-Winterspielen 2020 in Lausanne war sie die beste Springerin, wurde nach dem Langlauf letztlich aber nur Siebte.

### Skispringerin
In Abwesenheit des norwegischen Skisprung-Nationalkaders gewann Bjørseth im März 2018 die nationalen Skisprungmeisterschaften von der Mittelschanze sowohl im Einzel als auch im erstmals ausgetragenen Teamwettbewerb. Ein Jahr später konnte sie ihren Meistertitel im Einzel bei den norwegischen Skisprung-Meisterschaften in Oslo verteidigen, wobei erneut das Weltcup-Team nicht an den Start ging. Mit einem Sprung auf 74,0 Metern stellte sie dabei auf dem Linderudkollen einen neuen Schanzenrekord der Frauen auf.
Am 9. Februar 2019 debütierte Bjørseth im FIS Cup, was ihre erste Teilnahme an einem offiziellen FIS-Skisprung-Wettbewerb darstellte. Bei ihrem Continental-Cup-Debüt im August 2019 in Szczyrk sprang Bjørseth an beiden Wettkampftagen auf den elften Platz. Zu Beginn des Winters erreichte sie in Notodden als Zweite hinter Sophie Sorschag erstmals das Podest im Continental Cup. Im Februar 2020 wurde sie zum ersten Mal ins norwegische Weltcup-Team berufen. Bei ihrem Debüt von der Aigner-Schanze in Hinzenbach verpasste sie noch den zweiten Durchgang, konnte allerdings tags darauf mit Rang 26 ihre ersten Weltcup-Punkte sammeln. Zwei Wochen später erreichte sie beim Teamspringen in Ljubno als Dritte gemeinsam mit Anna Odine Strøm, Silje Opseth und Maren Lundby erstmals das Podest. Bei den Nordischen Junioren-Skiweltmeisterschaften 2020 in Oberwiesenthal gewann Bjørseth sowohl im Einzel als auch mit dem Mixed-Team die Silbermedaille. Mit der Aufnahme Bjørseths in den Weltcup-Kader 2020/21 komplettierte sich ihr Wechsel von der Nordischen Kombination zum Skispringen. Am zweiten Wettkampfwochenende der Weltcup-Saison in Ljubno belegte Bjørseth gemeinsam mit Eirin Maria Kvandal, Silje Opseth und Maren Lundby den zweiten Platz im Team, ehe sie im Einzelspringen als Achte erstmals die besten Zehn erreichte. Bei den Nordischen Junioren-Skiweltmeisterschaften 2021 in Lahti gewann sie den Titel vor Joséphine Pagnier und Jerneja Brecl. Sie ist die erste norwegische Einzelweltmeisterin auf Juniorinnenebene. Wenige Wochen später nahm Bjørseth an den Nordischen Skiweltmeisterschaften 2021 in Oberstdorf teil. Beim Wettbewerb von der Normalschanze sprang sie im ersten Durchgang auf 99,5 Meter und erreichte schließlich den siebten Platz. Tags darauf gewann sie gemeinsam mit Silje Opseth, Anna Odine Strøm und Maren Lundby die Bronzemedaille im Team. In der zweiten WM-Woche belegte sie bei der erstmals ausgetragenen Medaillenentscheidung von der Großschanze den vierzehnten Rang. Zum Saisonabschluss wurde Bjørseth in der Tourneegesamtwertung der Blue Bird Tour 2021 in Nischni Tagil und Tschaikowski Neunte. In der Gesamtweltcupwertung belegte sie den 15. Platz.
Bei den Olympischen Spielen 2022 in Peking erreichte sie im Einzelspringen den 21. Rang.
Am 31. Januar 2025 konnte Bjørseth im Mixed-Teamwettbewerb auf der Mühlenkopfschanze in Willingen ihren ersten Weltcupsieg im Team feiern.
Am 15. Februar 2025 stellte sie auf der Logarska-dolina-Schanze in Ljubno im ersten Durchgang mit 97 Metern einen neuen Schanzenrekord auf, kam jedoch als Halbzeitführende im zweiten Durchgang nach der Landung schwer zu Sturz und zog sich Verletzungen am linken Knie und linken Ellenbogen zu. Ohne Sturz hätte die Weite zu ihrem ersten Weltcup-Sieg gereicht. Aufgrund der erlittenen Langzeitverletzung verpasste sie die Nordischen Skiweltmeisterschaften 2025 in ihrer Heimat Norwegen sowie den Rest der Weltcup-Saison. Auch ihre Teilnahme an den Olympischen Winterspielen 2026 wurde ausgeschlossen.

## Erfolge

### Weltcupsiege im Team
| Nr. | Datum           | Ort       | Typ               |
| --- | --------------- | --------- | ----------------- |
| 1.  | 31. Januar 2025 | Willingen | Großschanze Mixed |

### Grand-Prix-Siege im Team
| Nr. | Datum           | Ort         | Typ               |
| --- | --------------- | ----------- | ----------------- |
| 1.  | 1. Oktober 2021 | Klingenthal | Großschanze Mixed |

## Statistik

### Skispringen

#### Weltcup-Platzierungen
| Saison  | Platz | Punkte |
| ------- | ----- | ------ |
| 2019/20 | 43.   | 008    |
| 2020/21 | 15.   | 236    |
| 2021/22 | 16.   | 311    |
| 2022/23 | 14.   | 520    |
| 2023/24 | 14.   | 508    |
| 2024/25 | 11.   | 678    |

#### Grand-Prix-Platzierungen
| Saison | Platz | Punkte |
| ------ | ----- | ------ |
| 2021   | 29.   | 051    |
| 2022   | 29.   | 040    |
| 2023   | 52.   | 015    |
| 2024   | 26.   | 050    |

#### Intercontinental-Cup-Platzierungen
| Saison  | Platz | Punkte |
| ------- | ----- | ------ |
| 2024/25 | 54.   | 110    |

#### Continental-Cup-Platzierungen
| Saison  | Sommer | Sommer | Winter | Winter | Gesamt | Gesamt |
| Saison  | Platz  | Punkte | Platz  | Punkte | Platz  | Punkte |
| ------- | ------ | ------ | ------ | ------ | ------ | ------ |
| 2019/20 | 26.    | 066    | 11.    | 116    | 15.    | 182    |
| 2022/23 | 16.    | 077    | –      | –      | 36.    | 077    |

### Schanzenrekorde
| Schanze (Hillsize)     | Ort    | Land      | Weite   | aufgestellt am   | Rekord bis |
| ---------------------- | ------ | --------- | ------- | ---------------- | ---------- |
| Logarska dolina (HS94) | Ljubno | Slowenien | 097,0 m | 15. Februar 2025 | aktuell    |

### Nordische Kombination

#### Grand-Prix-Platzierungen
| Saison | Platz | Punkte |
| ------ | ----- | ------ |
| 2019   | 12.   | 080    |

#### Continental-Cup-Platzierungen
| Saison  | Platz | Punkte |
| ------- | ----- | ------ |
| 2018/19 | 32.   | 046    |